# السیو اورو
السیو اورو (ایتالیایی: Alessia Orro؛ زادهٔ ۱۸ ژوئیهٔ ۱۹۹۸) بازیکن والیبال زن اهل ایتالیا است.
از باشگاه‌هایی که در آن بازی کرده‌است می‌توان به فوتورا بوستو آرسیتسیو اشاره کرد.